# Richard Petruška
Richard Petruška (* 25. Januar 1969 in Levice) ist ein ehemaliger slowakisch-italienischer Basketballspieler.

## Werdegang
Petruška spielte für Inter Bratislava, ehe er 1990 in die Vereinigten Staaten ging. Als Mitglied der Houston Rockets wurde der Slowake als Ergänzungsspieler 1994 NBA-Meister. Er kam in der nordamerikanischen Liga auf insgesamt 22 Einsätze. Petruška war der erste Slowake, der in der NBA spielte.
Er setzte seine Laufbahn in Europa fort, spielte zunächst für Pallacanestro Varese, dann für Galatasaray Istanbul. Nachdem er die italienische Staatsangehörigkeit angenommen hatte, wurde Petruška im Oktober 1999 vom spanischen Erstligisten CB Málaga verpflichtet. 2001 gewann der Slowake mit der Mannschaft den Europapokalwettbewerb.
Im Oktober 2001 wechselte er innerhalb Spaniens zu Tau Cerámica, nach vier Einsätzen kam es im Dezember 2001 wieder zur Trennung.
Er spielte erneut in Italien und im Frühjahr 2003 noch kurz für den spanischen Zweitligisten CAI Zaragoza. Rückenbeschwerden zwangen ihn zum Rücktritt.
Petruška war slowakischer Nationalspieler. Er wirkte im 1994 erschienenen Film Blue Chips mit.